# A12 (Italië)
De Autostrada A12 of Autostrada Azzurra is een autosnelweg aan de westkust van Italië. De snelweg begint bij de stad Genua in de richting van La Spezia en Livorno. Bij Rosignano houdt de A12 op. De route langs de kust gaat dan over de grotendeels tot vierstrooksweg uitgebouwde SS1 Via Aurelia tot aan de stad Civitavecchia. Van daar tot aan Rome ligt het vervolgtraject van de A12. In Rome sluit de A12 aan op de A91, onderdeel van de ringweg om Rome.
Over hoe en wanneer het ontbrekende stuk tussen Rosignano en Civitavecchia (SS1) wordt aangepakt, bestaat al decennia onduidelijkheid. Het is onzeker of dit 210 kilometer lange stuk weg ooit tot Autostrada A12 wordt omgebouwd.
Het stukje tussen Civitavecchia en Rome werd geopend in 1967 met het wegnummer A16, in die tussentijd was de huidige A16 genummerd als A17.

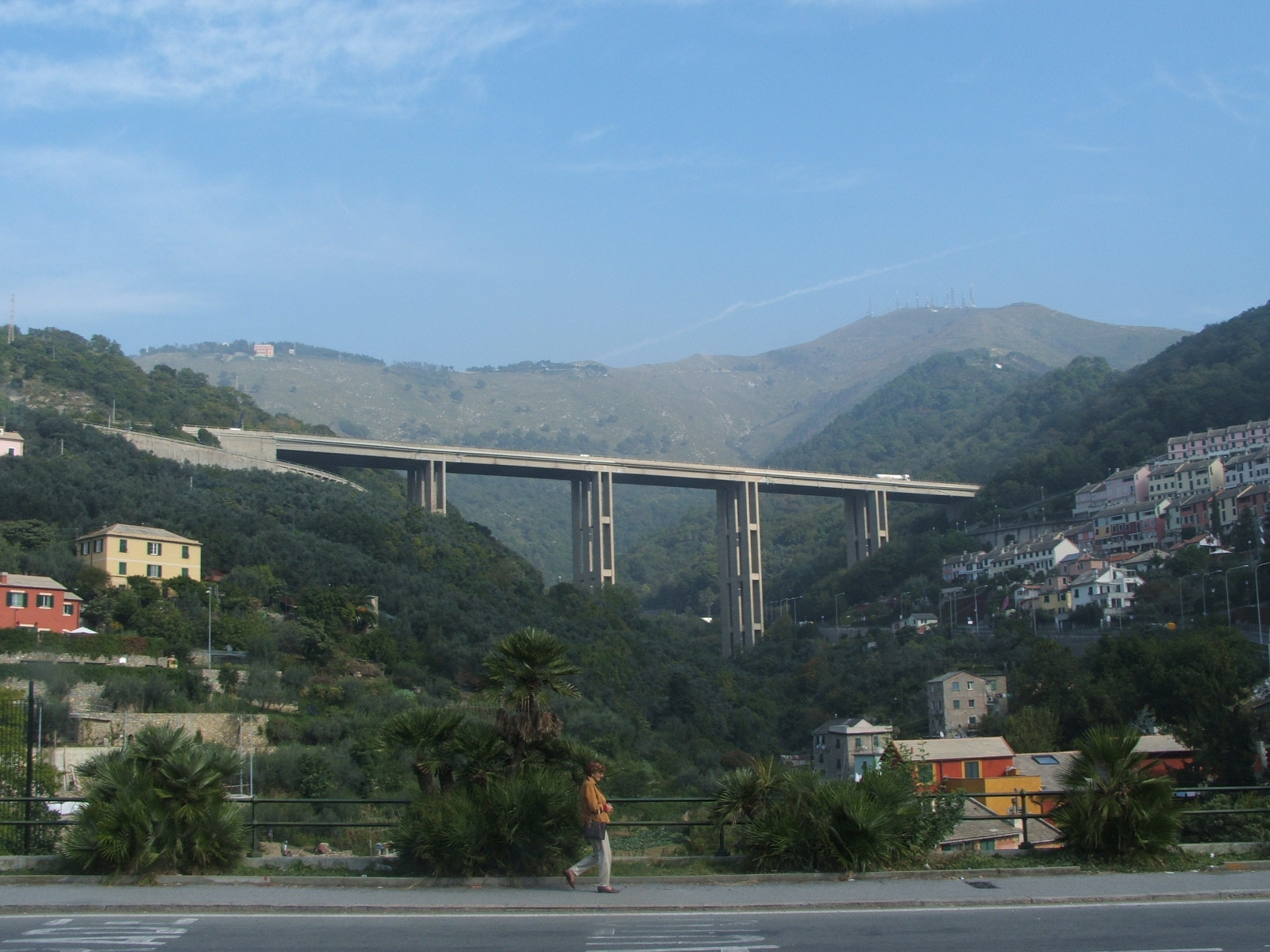
A12 bij Genua.